# La Albericia
La Albericia es un barrio de la localidad de San Román de la Llanilla, en el municipio de Santander (Cantabria, España).
En este barrio están situadas algunas de las instalaciones deportivas más importantes de la ciudad de Santander, como son las Instalaciones Nando Yosu, lugar de entrenamiento de la primera plantilla del Racing de Santander; el Campo Juan Hormaechea, donde juega el Atlético Albericia; y el Pabellón de La Albericia, histórico pabellón donde el antiguo equipo de balonmano GD Teka logró sus mayores gestas deportivas, y en el que disputó sus últimos encuentros en la Liga Asobal antes de desapararecer, utilizado en la actualidad por los clubs Adelma Sinfin y Sagardía.
Otras instalaciones deportivas de la zona son las del Complejo deportivo municipal Ruth Beitia, con instalaciones para la práctica del fútbol, tenis, atletismo, natación, rugby, tiro con arco, hockey, bolos cántabros...
A nivel educativo el barrio cuenta con el IES La Albericia, uno de los institutos más destacados de la zona y el colegio público María Sanz de Sautuola. En el barrio estuvo situado el aeropuerto de La Albericia, que tuvo su mayor relevancia durante la Guerra Civil (1936-1937), y en la posguerra, como primer aeropuerto de Cantabria hasta la inauguración del Aeropuerto de Santander.
Aquí también se ubicó el Hipódromo de La Albericia, escenario de carreras de caballos y partidos de polo al menos entre 1882 y 1902, y lugar donde se disputó el primer partido de fútbol en Cantabria en 1902 con jugadores que posteriormente formarían el Cantabria FC.